# Fútbol masculino en los Juegos Asiáticos de 1998
El torneo de fútbol masculino en los Juegos Asiáticos de 1998 se celebró en Tailandia, del 30 de noviembre al 19 de diciembre de 1998.

## Equipos participantes
En cursiva, los debutantes en fútbol masculino en los Juegos Asiáticos.
| Equipos participantes | Equipos participantes  | Equipos participantes | Equipos participantes |
| --------------------- | ---------------------- | --------------------- | --------------------- |
| Bangladés             | Corea del Sur          | Kuwait                | Tailandia             |
| Birmania              | Emiratos Árabes Unidos | Laos                  | Tayikistán            |
| Brunéi                | Hong Kong              | Líbano                | Turkmenistán          |
| Camboya               | India                  | Maldivas              | Uzbekistán            |
| Catar                 | Irán                   | Mongolia              | Vietnam               |
| China                 | Japón                  | Nepal                 |                       |
| Corea del Norte       | Kazajistán             | Omán                  |                       |

Los equipos fueron sorteados según su clasificación final en los Juegos Asiáticos de 1994.
| Grupo A                | Grupo B   | Grupo C    | Grupo D    |
| ---------------------- | --------- | ---------- | ---------- |
| Turkmenistán           | China     | Nepal      | Tayikistán |
| Vietnam                | Líbano    | Japón      | Maldivas   |
| Corea del Sur          | Camboya   | India      | Catar      |
|                        |           |            | Brunéi*    |
| Grupo E                | Grupo F   | Grupo G    | Grupo H    |
| Corea del Norte        | Hong Kong | Uzbekistán | Kazajistán |
| Birmania*              | Omán      | Mongolia   | Irán       |
| Emiratos Árabes Unidos | Tailandia | Kuwait     | Laos       |
| Bangladés*             |           |            |            |

* Retirado

## Resultados

### Primera fase

#### Grupo A
| Pos. | Equipo        | Pts. | PJ | G | E | P | GF | GC | Dif. |  |
| ---- | ------------- | ---- | -- | - | - | - | -- | -- | ---- |  |
| 1    | Turkmenistán  | 6    | 2  | 2 | 0 | 0 | 5  | 2  | +3   |  |
| 2    | Corea del Sur | 3    | 2  | 1 | 0 | 1 | 6  | 3  | +3   |  |
| 3    | Vietnam       | 0    | 2  | 0 | 0 | 2 | 0  | 6  | −6   |  |

 Fuente: RSSSF
| 30 de noviembre de 1998, 15:30 | Turkmenistán                 | 2:0 (2:0) | Vietnam | Estadio de Nakhon Sawan, Nakhon Sawan |  |
|                                | Zawýalow 6' · Bondarenko 23' | Reporte   |         |                                       |  |

| 2 de diciembre de 1998, 15:30 | Corea del Sur         | 2:3 (2:0) | Turkmenistán                 | Estadio de Nakhon Sawan, Nakhon Sawan |  |
|                               | Choi Yong-soo 2', 45' | Reporte   | Kislow 60', 90' · Agaýew 86' |                                       |  |

| 4 de diciembre de 1998, 15:30 | Vietnam | 0:4 (0:2) | Corea del Sur                                                  | Estadio de Nakhon Sawan, Nakhon Sawan |  |
|                               |         | Reporte   | Kim Eun-jung 30' · Choi Yong-soo 43', 87' · Yoon Jong-hwan 67' |                                       |  |

#### Grupo B
| Pos. | Equipo  | Pts. | PJ | G | E | P | GF | GC | Dif. |  |
| ---- | ------- | ---- | -- | - | - | - | -- | -- | ---- |  |
| 1    | China   | 6    | 2  | 2 | 0 | 0 | 8  | 2  | +6   |  |
| 2    | Líbano  | 3    | 2  | 1 | 0 | 1 | 6  | 5  | +1   |  |
| 3    | Camboya | 0    | 2  | 0 | 0 | 2 | 2  | 9  | −7   |  |

 Fuente: RSSSF
| 30 de noviembre de 1998, 15:30 | China                                                        | 4:1 (2:0) | Líbano   | Estadio de Surat Thani, Surat Thani |  |
|                                | Fan Zhiyi 21' · Ma Mingyu 43' · Li Jinyu 80' · Wang Peng 89' | Reporte   | Taha 61' |                                     |  |

| 2 de diciembre de 1998, 15:30 | Camboya          | 1:4 (0:2) | China                                   | Estadio de Surat Thani, Surat Thani |  |
|                               | Hok Sochetra 81' | Reporte   | Yang Chen 17', 77', 82' · Wang Peng 21' |                                     |  |

| 4 de diciembre de 1998, 15:30 | Líbano                                                    | 5:1 (3:0) | Camboya       | Estadio de Surat Thani, Surat Thani |  |
|                               | Taha 34', 80' · Chahrour 36' · Al-Indari 45' · Hojeij 55' | Reporte   | Nuth Sony 70' |                                     |  |

#### Grupo C
| Pos. | Equipo | Pts. | PJ | G | E | P | GF | GC | Dif. |  |
| ---- | ------ | ---- | -- | - | - | - | -- | -- | ---- |  |
| 1    | Japón  | 6    | 2  | 2 | 0 | 0 | 6  | 0  | +6   |  |
| 2    | India  | 3    | 2  | 1 | 0 | 1 | 1  | 1  | 0    |  |
| 3    | Nepal  | 0    | 2  | 0 | 0 | 2 | 0  | 6  | −6   |  |

 Fuente: RSSSF
| 1 de diciembre de 1998, 15:30 | Nepal | 0:5 (0:3) | Japón                                        | Estadio de Trang, Trang |  |
|                               |       | Reporte   | Fukuda 10', 11' · Ono 30' · Inamoto 60', 89' |                         |  |

| 3 de diciembre de 1998, 15:30 | Japón      | 1:0 (0:0) | India | Estadio de Trang, Trang |  |
|                               | Fukuda 55' | Reporte   |       |                         |  |

| 5 de diciembre de 1998, 15:30 | India       | 1:0 (0:0) | Nepal | Estadio de Trang, Trang |  |
|                               | Chapman 46' | Reporte   |       |                         |  |

#### Grupo D
| Pos. | Equipo     | Pts. | PJ | G | E | P | GF | GC | Dif. |  |
| ---- | ---------- | ---- | -- | - | - | - | -- | -- | ---- |  |
| 1    | Catar      | 6    | 2  | 2 | 0 | 0 | 6  | 1  | +5   |  |
| 2    | Tayikistán | 3    | 2  | 1 | 0 | 1 | 4  | 2  | +2   |  |
| 3    | Maldivas   | 0    | 2  | 0 | 0 | 2 | 0  | 7  | −7   |  |

 Fuente: RSSSF
| 1 de diciembre de 1998, 15:30 | Tayikistán                                  | 3:0 (1:0) | Maldivas | Estadio de Suphan Buri, Suphan Buri |  |
|                               | Muminov 21' · Berdikulov 65' · Saltsman 69' | Reporte   |          |                                     |  |

| 3 de diciembre de 1998, 15:30 | Catar                        | 2:1 (1:0) | Tayikistán          | Estadio de Suphan Buri, Suphan Buri |  |
|                               | Al-Obaidly 31' · Mustafa 51' | Reporte   | Jabborov 90' (pen.) |                                     |  |

| 5 de diciembre de 1998, 15:30 | Maldivas | 0:4 (0:2) | Catar                        | Estadio de Suphan Buri, Suphan Buri |  |
|                               |          | Reporte   | Al-Kuwari 21', 41', 61', 68' |                                     |  |

#### Grupo E
| Pos. | Equipo                 | Pts. | PJ | G | E | P | GF | GC | Dif. |  |
| ---- | ---------------------- | ---- | -- | - | - | - | -- | -- | ---- |  |
| 1    | Emiratos Árabes Unidos | 1    | 1  | 0 | 1 | 0 | 3  | 3  | 0    |  |
| 2    | Corea del Norte        | 1    | 1  | 0 | 1 | 0 | 3  | 3  | 0    |  |

 Fuente: RSSSF
| 2 de diciembre de 1998, 15:30 | Emiratos Árabes Unidos       | 3:3 (3:3, 3:0) (t. s.)(4:1 p.) | Corea del Norte                                       | Estadio Tinsulanon, Songkhla |  |
|                               | Matar 20' · Mohamed 31', 39' | Reporte                        | Kang Sun-il 62' · Ri Chang-ha 82' · Jon Yong-chol 89' |                              |  |

#### Grupo F
| Pos. | Equipo    | Pts. | PJ | G | E | P | GF | GC | Dif. |  |
| ---- | --------- | ---- | -- | - | - | - | -- | -- | ---- |  |
| 1    | Tailandia | 6    | 2  | 2 | 0 | 0 | 7  | 0  | +7   |  |
| 2    | Omán      | 3    | 2  | 1 | 0 | 1 | 6  | 2  | +4   |  |
| 3    | Hong Kong | 0    | 2  | 0 | 0 | 2 | 0  | 11 | −11  |  |

 Fuente: RSSSF
| 30 de noviembre de 1998, 15:30 | Hong Kong | 0:6 (0:2) | Omán                                                              | Estadio Suphachalasai, Bangkok |  |
|                                |           | Reporte   | Khadim 16' · Shaaban 44' · Al-Dhabit 74', 80', 90+1' · Masoud 75' |                                |  |

| 2 de diciembre de 1998, 18:30 | Tailandia                                                 | 5:0 (3:0) | Hong Kong | Estadio Suphachalasai, Bangkok |  |
|                               | Piandit 1' · Srimaka 8' · Senamuang 22', 86' · Sripan 53' | Reporte   |           |                                |  |

| 4 de diciembre de 1998, 15:30 | Omán | 0:2 (0:2) | Tailandia                           | Estadio Suphachalasai, Bangkok |  |
|                               |      | Reporte   | Srimaka 17' · Damrong-ongtrakul 38' |                                |  |

#### Grupo G
| Pos. | Equipo     | Pts. | PJ | G | E | P | GF | GC | Dif. |  |
| ---- | ---------- | ---- | -- | - | - | - | -- | -- | ---- |  |
| 1    | Uzbekistán | 4    | 2  | 1 | 1 | 0 | 18 | 3  | +15  |  |
| 2    | Kuwait     | 4    | 2  | 1 | 1 | 0 | 14 | 3  | +11  |  |
| 3    | Mongolia   | 0    | 2  | 0 | 0 | 2 | 0  | 26 | −26  |  |

 Fuente: RSSSF
| 1 de diciembre de 1998, 15:30 | Mongolia | 0:11 (0:7) | Kuwait | Estadio del 700.º Aniversario, Chiang Mai |  |
|                               |          | Reporte    | Mubarak 3' · Laheeb 15', 19', 26', 88' · Al-Huwaidi 37', 61', 85' (pen.), 90' · Al-Mutairi 29' · Al-Saqer 39' |                                           |  |

| 3 de diciembre de 1998, 15:30 | Kuwait                           | 3:3 (1:1) | Uzbekistán                                   | Estadio del 700.º Aniversario, Chiang Mai |  |
|                               | Al-Huwaidi 43' · Laheeb 78', 90' | Reporte   | Fyodorov 4' · Khvostunov 67' · Akopyants 76' |                                           |  |

| 5 de diciembre de 1998, 15:30 | Uzbekistán | 15:0 (10:0) | Mongolia | Estadio del 700.º Aniversario, Chiang Mai |  |
|                               | Lebedev 7' (pen.), 18' (pen.), 38', 45' · Shkvyrin 9', 15', 20' · Akopyants 23' · Quttiboev 29', 33', 47' · Qosimov 53', 57', 77' · Rahmonqulov 83' | Reporte     |          |                                           |  |

#### Grupo H
| Pos. | Equipo     | Pts. | PJ | G | E | P | GF | GC | Dif. |  |
| ---- | ---------- | ---- | -- | - | - | - | -- | -- | ---- |  |
| 1    | Irán       | 6    | 2  | 2 | 0 | 0 | 8  | 1  | +7   |  |
| 2    | Kazajistán | 3    | 2  | 1 | 0 | 1 | 5  | 2  | +3   |  |
| 3    | Laos       | 0    | 2  | 0 | 0 | 2 | 1  | 11 | −10  |  |

 Fuente: RSSSF
| 1 de diciembre de 1998, 15:30 | Kazajistán | 0:2 (0:1) | Irán              | Estadio Sri Nakhon Lamduan, Sisaket |  |
|                               |            | Reporte   | Hashemian 1', 55' |                                     |  |

| 3 de diciembre de 1998, 15:30 | Laos | 0:5 (0:2) | Kazajistán                                             | Estadio Sri Nakhon Lamduan, Sisaket |  |
|                               |      | Reporte   | Makayev 32' · Niyazymbetov 40' · Zubarev 53', 56', 88' |                                     |  |

| 5 de diciembre de 1998, 15:30 | Irán                                                                               | 6:1 (2:1) | Laos        | Estadio Sri Nakhon Lamduan, Sisaket |  |
|                               | Mousavi 25', 33' · Mansourian 73' · Yazdani 81' · Daei 82' · Douangdala 86' (a.g.) | Reporte   | Keophet 45' |                                     |  |

### Segunda fase

#### Grupo 1
| Pos. | Equipo          | Pts. | PJ | G | E | P | GF | GC | Dif. |  |
| ---- | --------------- | ---- | -- | - | - | - | -- | -- | ---- |  |
| 1    | Uzbekistán      | 7    | 3  | 2 | 1 | 0 | 7  | 1  | +6   |  |
| 2    | Turkmenistán    | 5    | 3  | 1 | 2 | 0 | 5  | 4  | +1   |  |
| 3    | Corea del Norte | 4    | 3  | 1 | 1 | 1 | 3  | 5  | −2   |  |
| 4    | India           | 0    | 3  | 0 | 0 | 3 | 2  | 7  | −5   |  |

 Fuente: RSSSF
| 7 de diciembre de 1998, 15:00 | Turkmenistán                          | 3:2 (1:0) | India                     | Estadio Suphachalasai, Bangkok |  |
|                               | Neželew 39' · Agaýew 49' · Kislow 74' | Reporte   | Vijayan 83' · Rakshit 87' |                                |  |

| 7 de diciembre de 1998, 17:00 | Uzbekistán                                       | 4:0 (1:0) | Corea del Norte | Estadio Suphachalasai, Bangkok |  |
|                               | Shirshov 16', 75' · Shkvyrin 60' · Akopyants 66' | Reporte   |                 |                                |  |

| 9 de diciembre de 1998, 15:00 | Corea del Norte | 1:1 (0:0) | Turkmenistán   | Estadio Suphachalasai, Bangkok |  |
|                               | Ri Chang-ha 70' | Reporte   | Bondarenko 89' |                                |  |

| 9 de diciembre de 1998, 17:00 | Uzbekistán                     | 2:0 (1:0) | India | Estadio Suphachalasai, Bangkok |  |
|                               | Shkvyrin 35' · Rahmonqulov 49' | Reporte   |       |                                |  |

| 11 de diciembre de 1998, 15:00 | Corea del Norte                  | 2:0 (1:0) | India | Estadio Suphachalasai, Bangkok |  |
|                                | So Min-chol 11' · Ju Song-il 73' | Reporte   |       |                                |  |

| 11 de diciembre de 1998, 17:00 | Turkmenistán | 1:1 (0:1) | Uzbekistán    | Estadio Suphachalasai, Bangkok |  |
|                                | Agabaýew 72' | Reporte   | Quttiboev 37' |                                |  |

#### Grupo 2
| Pos. | Equipo                 | Pts. | PJ | G | E | P | GF | GC | Dif. |  |
| ---- | ---------------------- | ---- | -- | - | - | - | -- | -- | ---- |  |
| 1    | Corea del Sur          | 9    | 3  | 3 | 0 | 0 | 5  | 1  | +4   |  |
| 2    | Kuwait                 | 3    | 3  | 1 | 0 | 2 | 6  | 3  | +3   |  |
| 3    | Japón                  | 3    | 3  | 1 | 0 | 2 | 2  | 4  | −2   |  |
| 4    | Emiratos Árabes Unidos | 3    | 3  | 1 | 0 | 2 | 2  | 7  | −5   |  |

 Fuente: RSSSF
| 7 de diciembre de 1998, 15:00 | Corea del Sur                 | 2:0 (1:0) | Japón | Estadio Rajamangala, Bangkok |  |
|                               | Choi Yong-soo 31' (pen.), 46' | Reporte   |       |                              |  |

| 7 de diciembre de 1998, 17:00 | Kuwait                                              | 5:0 (2:0) | Emiratos Árabes Unidos | Estadio Rajamangala, Bangkok |  |
|                               | Al-Saqer 6' · Laheeb 36' · Al-Huwaidi 69', 82', 86' | Reporte   |                        |                              |  |

| 9 de diciembre de 1998, 15:00 | Corea del Sur                                 | 2:1 (1:0) | Emiratos Árabes Unidos | Estadio Rajamangala, Bangkok |  |
|                               | Yoon Jong-hwan 38' · Yoo Sang-chul 58' (pen.) | Reporte   | Al-Bloushi 66'         |                              |  |

| 9 de diciembre de 1998, 17:00 | Japón                               | 2:1 (0:0) | Kuwait     | Estadio Rajamangala, Bangkok |  |
|                               | Yamashita 83' · Nakamura 86' (pen.) | Reporte   | Laheeb 69' |                              |  |

| 11 de diciembre de 1998, 15:00 | Emiratos Árabes Unidos | 1:0 (0:0) | Japón | Estadio Rajamangala, Bangkok |  |
|                                | Saeed 60'              | Reporte   |       |                              |  |

| 11 de diciembre de 1998, 17:00 | Corea del Sur     | 1:0 (0:0) | Kuwait | Estadio Rajamangala, Bangkok |  |
|                                | Choi Yong-soo 58' | Reporte   |        |                              |  |

#### Grupo 3
| Pos. | Equipo     | Pts. | PJ | G | E | P | GF | GC | Dif. |  |
| ---- | ---------- | ---- | -- | - | - | - | -- | -- | ---- |  |
| 1    | China      | 6    | 3  | 2 | 0 | 1 | 10 | 4  | +6   |  |
| 2    | Irán       | 6    | 3  | 2 | 0 | 1 | 9  | 5  | +4   |  |
| 3    | Omán       | 4    | 3  | 1 | 1 | 1 | 8  | 11 | −3   |  |
| 4    | Tayikistán | 1    | 3  | 0 | 1 | 2 | 4  | 11 | −7   |  |

 Fuente: RSSSF
| 8 de diciembre de 1998, 15:00 | China                                              | 3:1 (1:0) | Tayikistán  | Estadio Suphachalasai, Bangkok |  |
|                               | Zhao Junzhe 7' · Li Jinyu 56' · Muminov 71' (a.g.) | Reporte   | Zabirov 55' |                                |  |

| 8 de diciembre de 1998, 17:00 | Omán                                                             | 4:2 (2:1) | Irán                     | Estadio Suphachalasai, Bangkok |  |
|                               | Zayid 24' · Mohammadkhani 41' (a.g.) · Al-Dhabit 51' · Salim 90' | Reporte   | Daei 20' · Hashemian 63' |                                |  |

| 10 de diciembre de 1998, 15:00 | Irán                                                    | 5:0 (3:0) | Tayikistán | Estadio Suphachalasai, Bangkok |  |
|                                | Daei 5', 71' · Bagheri 11' · Khakpour 18' · Mousavi 49' | Reporte   |            |                                |  |

| 10 de diciembre de 1998, 17:00 | China                                                                             | 6:1 (4:0) | Omán          | Estadio Suphachalasai, Bangkok |  |
|                                | Hao Haidong 2' · Yao Xia 20' · Li Jinyu 29', 37' · Li Weifeng 62' · Yang Chen 76' | Reporte   | Al-Dhabit 64' |                                |  |

| 12 de diciembre de 1998, 15:00 | Irán                   | 2:1 (2:1) | China        | Estadio Suphachalasai, Bangkok |  |
|                                | Daei 28' · Bagheri 30' | Reporte   | Li Jinyu 10' |                                |  |

| 12 de diciembre de 1998, 17:00 | Omán                                     | 3:3 (2:2) | Tayikistán                      | Estadio Suphachalasai, Bangkok |  |
|                                | Al-Balushi 27' · Salim 43' · Shaaban 85' | Reporte   | Jabborov 11' · Muminov 25', 68' |                                |  |

#### Grupo 4
| Pos. | Equipo     | Pts. | PJ | G | E | P | GF | GC | Dif. |  |
| ---- | ---------- | ---- | -- | - | - | - | -- | -- | ---- |  |
| 1    | Catar      | 6    | 3  | 2 | 0 | 1 | 3  | 3  | 0    |  |
| 2    | Tailandia  | 4    | 3  | 1 | 1 | 1 | 3  | 3  | 0    |  |
| 3    | Kazajistán | 4    | 3  | 1 | 1 | 1 | 3  | 4  | −1   |  |
| 4    | Líbano     | 3    | 3  | 1 | 0 | 2 | 3  | 2  | +1   |  |

 Fuente: RSSSF
| 8 de diciembre de 1998, 15:00 | Catar     | 1:0 (0:0) | Líbano | Estadio Rajamangala, Bangkok |  |
|                               | Karim 56' | Reporte   |        |                              |  |

| 8 de diciembre de 1998, 17:00 | Tailandia      | 1:1 (0:0) | Kazajistán  | Estadio Rajamangala, Bangkok |  |
|                               | Chalermsan 50' | Reporte   | Zubarev 65' |                              |  |

| 10 de diciembre de 1998, 15:00 | Kazajistán                   | 2:0 (1:0) | Catar | Estadio Rajamangala, Bangkok |  |
|                                | Zubarev 13' · Mirzabayev 88' | Reporte   |       |                              |  |

| 10 de diciembre de 1998, 17:00 | Tailandia   | 1:0 (1:0) | Líbano | Estadio Rajamangala, Bangkok |  |
|                                | Srimaka 33' | Reporte   |        |                              |  |

| 12 de diciembre de 1998, 15:00 | Líbano                            | 3:0 (1:0) | Kazajistán | Estadio Rajamangala, Bangkok |  |
|                                | Al-Indari 13', 49' · Al-Jurdi 76' | Reporte   |            |                              |  |

| 12 de diciembre de 1998, 17:00 | Tailandia             | 1:2 (1:1) | Catar                         | Estadio Rajamangala, Bangkok |  |
|                                | Jaturapattarapong 34' | Reporte   | Mustafa 36' · Al-Shemmari 69' |                              |  |

### Fase final

#### Cuadro de desarrollo
|  | Cuartos de final              | Cuartos de final              |                               |       | Semifinales                      | Semifinales                      |  |  | Partido por la medalla de oro | Partido por la medalla de oro |
|  |                               |                               |                               |       |                                  |                                  |  |  |                               |                               |
|  | 14 de diciembre – Bangkok (S) |                               |                               |       |                                  |                                  |  |  |                               |                               |
|  |                               |                               |                               |       |                                  |                                  |  |  |                               |                               |
|  | Uzbekistán                    | 0                             |                               |       |                                  |                                  |  |  |                               |                               |
|  | Uzbekistán                    | 0                             | 16 de diciembre – Bangkok (R) |       |                                  |                                  |  |  |                               |                               |
|  | Irán                          | 4                             |                               |       |                                  |                                  |  |  |                               |                               |
|  | Irán                          | 4                             | Irán                          | 1     |                                  |                                  |  |  |                               |                               |
|  | 14 de diciembre – Bangkok (S) |                               | Irán                          | 1     |                                  |                                  |  |  |                               |                               |
|  |                               | China                         | 0                             |       |                                  |                                  |  |  |                               |                               |
|  | Turkmenistán                  | China                         | 0                             | 0     |                                  |                                  |  |  |                               |                               |
|  | Turkmenistán                  |                               | 19 de diciembre – Bangkok (R) | 0     |                                  |                                  |  |  |                               |                               |
|  | China                         | 3                             |                               |       |                                  |                                  |  |  |                               |                               |
|  | China                         | 3                             | Irán                          | 2     |                                  |                                  |  |  |                               |                               |
|  | 14 de diciembre – Bangkok (R) |                               | Irán                          | 2     |                                  |                                  |  |  |                               |                               |
|  |                               | Kuwait                        | 0                             |       |                                  |                                  |  |  |                               |                               |
|  | Tailandia (t.s.)              | Kuwait                        | 0                             | 2     |                                  |                                  |  |  |                               |                               |
|  | Tailandia (t.s.)              | 16 de diciembre – Bangkok (R) |                               | 2     |                                  |                                  |  |  |                               |                               |
|  | Corea del Sur                 | 1                             |                               |       |                                  |                                  |  |  |                               |                               |
|  | Corea del Sur                 | 1                             | Tailandia                     | 0     |                                  |                                  |  |  |                               |                               |
|  | 14 de diciembre – Bangkok (R) |                               | Tailandia                     | 0     |                                  |                                  |  |  |                               |                               |
|  |                               | Kuwait                        | 3                             |       | Partido por la medalla de bronce | Partido por la medalla de bronce |  |  |                               |                               |
|  | Catar                         | Kuwait                        | 3                             | 0 (1) | Partido por la medalla de bronce | Partido por la medalla de bronce |  |  |                               |                               |
|  | Catar                         |                               | 19 de diciembre – Bangkok (T) | 0 (1) |                                  |                                  |  |  |                               |                               |
|  | Kuwait (p)                    | 0 (3)                         |                               |       |                                  |                                  |  |  |                               |                               |
|  | Kuwait (p)                    | 0 (3)                         | China                         | 3     |                                  |                                  |  |  |                               |                               |
|  |                               |                               |                               |       |                                  |                                  |  |  |                               |                               |
|  | Tailandia                     | 0                             |                               |       |                                  |                                  |  |  |                               |                               |
|  | Tailandia                     | 0                             |                               |       |                                  |                                  |  |  |                               |                               |

#### Cuartos de final
| 14 de diciembre de 1998, 14:00 | Uzbekistán | 0:4 (0:1) | Irán                             | Estadio Suphachalasai, Bangkok |  |
|                                |            | Reporte   | Mousavi 28' · Daei 82', 87', 89' |                                |  |

| 14 de diciembre de 1998, 14:00 | Tailandia                             | 2:1 (1:1, 0:0) (t. s.) | Corea del Sur     | Estadio Rajamangala, Bangkok |  |
|                                | Senamuang 80' · Damrong-ongtrakul 95' | Reporte                | Yoo Sang-chul 86' |                              |  |

| 14 de diciembre de 1998, 17:00 | Turkmenistán | 0:3 (0:2) | China                                          | Estadio Suphachalasai, Bangkok |  |
|                                |              | Reporte   | Li Jinyu 23' · Fan Zhiyi 35' · Hao Haidong 68' |                                |  |

| 14 de diciembre de 1998, 17:00 | Catar                                | 0:0 (t. s.)(1:3 p.)        | Kuwait                              | Estadio Rajamangala, Bangkok |  |
|                                |                                      | Reporte                    |                                     |                              |  |
|                                |                                      | Tiros desde el punto penal |                                     |                              |  |
|                                | Mustafa · Anwar · Al-Tamimi · Nahnak |                            | Jasem · S. Al-Buraiki · Al-Shammari |                              |  |

#### Semifinales
| 16 de diciembre de 1998, 14:00 | Irán        | 1:0 (0:0) | China | Estadio Rajamangala, Bangkok |  |
|                                | Mousavi 50' | Reporte   |       |                              |  |

| 16 de diciembre de 1998, 17:00 | Tailandia | 0:3 (0:1) | Kuwait                                        | Estadio Rajamangala, Bangkok |  |
|                                |           | Reporte   | Al-Khodari 27' · Laheeb 53' · Abdulqoddus 88' |                              |  |

#### Partido por la medalla de bronce
| 19 de diciembre de 1998, 14:00 | China                                         | 3:0 (1:0) | Tailandia | Estadio Tinsulanon, Bangkok |  |
|                                | Fan Zhiyi 25' · Wang Peng 66' · Ma Mingyu 83' | Reporte   |           |                             |  |

#### Partido por la medalla de oro
| 19 de diciembre de 1998, 17:00 | Irán                    | 2:0 (2:0) | Kuwait | Estadio Rajamangala, Bangkok |  |
|                                | Karimi 6' · Bagheri 26' | Reporte   |        |                              |  |

|                          |
| Bandera de Irán          |
| Campeón Irán 3.er título |

## Posiciones finales
| Pos               | Equipo                 | PJ | G | E | P | GF | GC | DG  | Pts |
| ----------------- | ---------------------- | -- | - | - | - | -- | -- | --- | --- |
| Medalla de oro    | Irán                   | 8  | 7 | 0 | 1 | 24 | 6  | +18 | 21  |
| Medalla de plata  | Kuwait                 | 8  | 3 | 2 | 3 | 23 | 8  | +15 | 11  |
| Medalla de bronce | China                  | 8  | 6 | 0 | 2 | 24 | 7  | +17 | 18  |
| 4                 | Tailandia              | 8  | 4 | 1 | 3 | 12 | 10 | +2  | 13  |
| 5                 | Catar                  | 6  | 4 | 1 | 1 | 9  | 4  | +5  | 13  |
| 6                 | Corea del Sur          | 6  | 4 | 0 | 2 | 12 | 6  | +6  | 12  |
| 7                 | Uzbekistán             | 6  | 3 | 2 | 1 | 25 | 8  | +17 | 11  |
| 8                 | Turkmenistán           | 6  | 3 | 2 | 1 | 10 | 9  | +1  | 11  |
| 9                 | Japón                  | 5  | 3 | 0 | 2 | 8  | 4  | +4  | 9   |
| 10                | Kazajistán             | 5  | 2 | 1 | 2 | 8  | 6  | +2  | 7   |
| 11                | Omán                   | 5  | 2 | 1 | 2 | 14 | 13 | +1  | 7   |
| 12                | Líbano                 | 5  | 2 | 0 | 3 | 9  | 7  | +2  | 6   |
| 13                | Corea del Norte        | 4  | 1 | 2 | 1 | 6  | 8  | −2  | 5   |
| 14                | Tayikistán             | 5  | 1 | 1 | 3 | 8  | 13 | −5  | 4   |
| 15                | Emiratos Árabes Unidos | 4  | 1 | 1 | 2 | 5  | 10 | −5  | 4   |
| 16                | India                  | 5  | 1 | 0 | 4 | 3  | 8  | −5  | 3   |
| 17                | Nepal                  | 2  | 0 | 0 | 2 | 0  | 6  | −6  | 0   |
| 17                | Vietnam                | 2  | 0 | 0 | 2 | 0  | 6  | −6  | 0   |
| 19                | Camboya                | 2  | 0 | 0 | 2 | 2  | 9  | −7  | 0   |
| 20                | Maldivas               | 2  | 0 | 0 | 2 | 0  | 7  | −7  | 0   |
| 21                | Laos                   | 2  | 0 | 0 | 2 | 1  | 11 | −10 | 0   |
| 22                | Hong Kong              | 2  | 0 | 0 | 2 | 0  | 11 | −11 | 0   |
| 23                | Mongolia               | 2  | 0 | 0 | 2 | 0  | 26 | −26 | 0   |

## Máximos goleadores
9 goles
| - Faraj Laheeb |

8 goles
| - Ali Daei | - Jasem Al-Huwaidi |  |

7 goles
| - Choi Yong-soo |

6 goles
| - Li Jinyu |

5 goles
| - Ali Mousavi - Viktor Zubarev | - Hani Al-Dhabit - Igor Shkvyrin |  |

4 goles
| - Yang Chen - Mubarak Al-Kuwari | - Sergey Lebedev - Nematullo Quttiboev |  |